# Leudeville
Leudeville (prononcé [lød̪ǝvil] ) est une commune française située à trente-trois kilomètres au sud de Paris dans le département de l'Essonne en région Île-de-France.
Ses habitants sont appelés les Leudevillois et Leudevilloise.

## Géographie

### Situation
| Type d’occupation           | Pourcentage | Superficie (en hectares) |
| --------------------------- | ----------- | ------------------------ |
| Espace urbain construit     | 10,0 %      | 78,67                    |
| Espace urbain non construit | 2,5 %       | 19,77                    |
| Espace rural                | 87,5 %      | 689,52                   |
| Source : Iaurif             |             |                          |

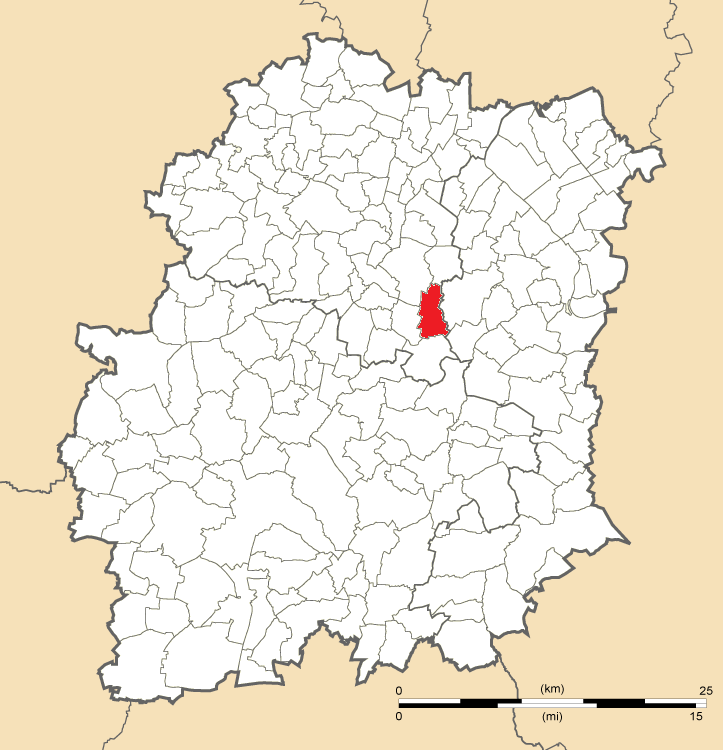
Position de Leudeville en Essonne.

Leudevile est située à 33 kilomètres au sud de Paris-Notre-Dame, point zéro des routes de France, 12 kilomètres au sud-ouest d'Évry, 18 kilomètres au sud-est de Palaiseau, six kilomètres au sud-est d'Arpajon, neuf kilomètres au sud-est de Montlhéry, neuf kilomètres au nord-ouest de La Ferté-Alais, 12 kilomètres au sud-ouest de Corbeil-Essonnes, 19 kilomètres au nord-est d'Étampes, 21 kilomètres au nord-ouest de Milly-la-Forêt, 24 kilomètres au nord-est de Dourdan.

### Climat
Pour des articles plus généraux, voir Climat de l'Île-de-France et Climat de l'Essonne.
En 2010, le climat de la commune est de type climat océanique dégradé des plaines du Centre et du Nord, selon une étude du CNRS s'appuyant sur une série de données couvrant la période 1971-2000. En 2020, Météo-France publie une typologie des climats de la France métropolitaine dans laquelle la commune est exposée à un climat océanique altéré et est dans la région climatique Sud-ouest du bassin Parisien, caractérisée par une faible pluviométrie, notamment au printemps (120 à 150 mm) et un hiver froid (3,5 °C).
Pour la période 1971-2000, la température annuelle moyenne est de 11,3 °C, avec une amplitude thermique annuelle de 15,4 °C. Le cumul annuel moyen de précipitations est de 630 mm, avec 10,4 jours de précipitations en janvier et 7,7 jours en juillet. Pour la période 1991-2020, la température moyenne annuelle observée sur la station météorologique la plus proche, située sur la commune de Brétigny-sur-Orge à 5 km à vol d'oiseau, est de 11,9 °C et le cumul annuel moyen de précipitations est de 628,9 mm,. Pour l'avenir, les paramètres climatiques de la commune estimés pour 2050 selon différents scénarios d'émission de gaz à effet de serre sont consultables sur un site dédié publié par Météo-France en novembre 2022.
| Mois                                  | jan.           | fév.           | mars            | avril         | mai             | juin           | jui.           | août           | sep.           | oct.            | nov.            | déc.             | année      |
| ------------------------------------- | -------------- | -------------- | --------------- | ------------- | --------------- | -------------- | -------------- | -------------- | -------------- | --------------- | --------------- | ---------------- | ---------- |
| Température minimale moyenne (°C)     | 1,7            | 1,5            | 3,6             | 5,7           | 9,2             | 12,5           | 14,4           | 14,1           | 11             | 8,2             | 4,5             | 2,2              | 7,4        |
| Température moyenne (°C)              | 4,5            | 5              | 8,1             | 10,9          | 14,5            | 17,9           | 20,2           | 20             | 16,4           | 12,4            | 7,7             | 4,9              | 11,9       |
| Température maximale moyenne (°C)     | 7,2            | 8,5            | 12,6            | 16,2          | 19,8            | 23,4           | 26             | 25,9           | 21,8           | 16,6            | 10,9            | 7,6              | 16,4       |
| Record de froid (°C) date du record   | −20,6 08.01.10 | −17 23.02.1963 | −10,7 13.03.13  | −4,7 11.04.03 | −1,9 07.05.1957 | 1,4 05.06.1991 | 3,8 01.07.1960 | 3,7 28.08.1974 | 0,2 17.09.1971 | −4,5 29.10.1985 | −9,6 24.11.1998 | −16,4 29.12.1964 | −20,6 2010 |
| Record de chaleur (°C) date du record | 15,8 27.01.03  | 20,2 27.02.19  | 25,3 25.03.1955 | 29,4 20.04.18 | 32 28.05.17     | 37,3 18.06.22  | 42 25.07.19    | 39,7 06.08.03  | 35,4 08.09.23  | 30,3 01.10.1985 | 22,1 07.11.15   | 16,8 17.12.15    | 42 2019    |
| Précipitations (mm)                   | 48,2           | 44,9           | 45              | 44,6          | 61,4            | 55,6           | 53,1           | 57,7           | 48,6           | 52,6            | 54,5            | 62,7             | 628,9      |

### Voies de communication et transports
- La ligne de bus 4301 du réseau de bus Essonne Sud Est qui fait la navette entre la gare de Ballancourt et la gare de Marolles-en-Hurepoix en passant par Leudeville.

## Urbanisme

### Typologie
Au 1er janvier 2024, Leudeville est catégorisée ceinture urbaine, selon la nouvelle grille communale de densité à sept niveaux définie par l'Insee en 2022.
Elle appartient à l'unité urbaine de Marolles-en-Hurepoix, une agglomération intra-départementale regroupant deux  communes, dont elle est une commune de la banlieue,,. Par ailleurs la commune fait partie de l'aire d'attraction de Paris, dont elle est une commune de la couronne,. Cette aire regroupe 1 929 communes,.

## Toponymie
Attestée en Ludedizvico sur une pièce de monnaie mérovingienne, Budevis vicus au VIIe siècle, Villa Ludolmis au Xe siècle, Odonis villa en 1180, Ledovilla, Lendevilla au XIIe siècle, Lodovilla en 1198, Ludi villa, Ludo villa, Leddeville, Leteville, Litteville.
L'origine du nom de la commune provient de l'expression latine leude villa. La commune fut créée en 1793 avec son nom actuel.

## Histoire
Aux XIVe et XVe siècles, la seigneurie de Leudeville est la propriété d'une famille noble du Sénonais : les Fleurigny.
Dernière à porter le nom, Jeanne de Fleurigny dispose de la seigneurie dans son contrat de mariage avec Antoine de Châteuneuf (ou de Castelnau), un noble monté du Sud-Ouest et un temps favori de Louis XI qu'il avait servi lorsqu'il n'était que dauphin. Comme tant d'autres favoris, Antoine de Châteauneuf est incarcéré. Il s'évade et rejoint le duc de Bourgogne Charles le Téméraire. Il sera admis à rentrer dans le royaume plus tard, mais n'accède plus à la familiarité de Louis XI qui l'emploie aux opérations militaires autour de Perpignan. Il y est capturé par l'ennemi et rançonné. Impécunieuse, Jeanne de Fleurigny a vendu sa terre ancestrale et éponyme de Fleurigny à son cousin François Leclerc, mais celle de Leudeville ne figure pas dans cette cession

## Politique et administration

### Politique locale
La commune de Leudeville est rattachée au canton de Brétigny-sur-Orge, représenté par les conseillers départementaux Nicolas Méary (UDI) et Sophie Rigault(UMP), à l'arrondissement de Palaiseau et à la troisième circonscription de l'Essonne, représentée par le député Michel Pouzol (PS).
L'Insee attribue à la commune le code 91 3 04 332. La commune de Leudeville est enregistrée au répertoire des entreprises sous le code SIREN 219 103 322. Son activité est enregistrée sous le code APE 8411Z.

### Liste des maires
| Période                                  | Période              | Identité            | Étiquette | Qualité                                             |
| ---------------------------------------- | -------------------- | ------------------- | --------- | --------------------------------------------------- |
| Les données manquantes sont à compléter. |                      |                     |           |                                                     |
| 1945                                     | 1947                 | Frédéric Adenis     |           |                                                     |
| 1947                                     | 1968                 | Raymond Lefranc     |           |                                                     |
| 1968                                     | 1969                 | Michel Delhaye      |           |                                                     |
| 1969                                     | 1975                 | Jacques Baignard    |           |                                                     |
| 1975                                     | octobre 2000 (décès) | Michel Dardelet     | DVD       |                                                     |
| novembre 2000                            | mars 2008            | Monique Dérangère   | DVD       | Employée France Télécom, ancienne adjointe au maire |
| mars 2008                                | mars 2014            | Michel Dupré        | SE        |                                                     |
| mars 2014                                | En cours             | Jean-Pierre Lecomte | DVD       | Retraité                                            |

### Tendances et résultats politiques
Élections présidentielles, résultats des deuxièmes tours
- Élection présidentielle de 2002 : 84,75 % pour Jacques Chirac (RPR), 15,25 % pour Jean-Marie Le Pen (FN), 85,15 % de participation[32].
- Élection présidentielle de 2007 : 56,86 % pour Nicolas Sarkozy (UMP), 43,14 % pour Ségolène Royal (PS), 89,66 % de participation[33].
- Élection présidentielle de 2012 : 54,35 % pour Nicolas Sarkozy (UMP), 45,65 % pour François Hollande (PS), 84,76 % de participation[34].
- Électrion présidentielle de 2017 : 64,85% pour Emmanuel Macron (LaREM), 35,15% pour Marine Le Pen (RN), 81,32% de participation[35].

Élections législatives, résultats des deuxièmes tours
- Élections législatives de 2002 : 57,75 % pour Geneviève Colot (UMP), 42,25 % pour Yves Tavernier (PS), 66,55 % de participation[36].
- Élections législatives de 2007 : 53,17 % pour Geneviève Colot (UMP), 46,83 % pour Brigitte Zins (PS), 58,66 % de participation[37].
- Élections législatives de 2012 : 51,56 % pour Geneviève Colot (UMP), 48,44 % pour Michel Pouzol (PS), 63,67 % de participation[38].
- Élections législatives de 2017 : 61,36% pour Laëtitia Romeiro Dias (REM), 38,64% pour Virginie Araujo (FI), 47,64% de participation[39].

Élections européennes, résultats des deux meilleurs scores
- Élections européennes de 2004 : 25,51 % pour Harlem Désir (PS), 12,87 % pour Marielle de Sarnez (UDF), 55,26 % de participation[40].
- Élections européennes de 2009 : 26,34 % pour Michel Barnier (UMP), 26,10 % pour Daniel Cohn-Bendit (Les Verts), 45,18 % de participation[41].

Élections régionales, résultats des deux meilleurs scores
- Élections régionales de 2004 : 48,98 % pour Jean-Paul Huchon (PS), 38,57 % pour Jean-François Copé (UMP), 73,26 % de participation[42].
- Élections régionales de 2010 : 58,42 % pour Jean-Paul Huchon (PS), 41,58 % pour Valérie Pécresse (UMP), 54,82 % de participation[43].

Élections cantonales, résultats des deuxièmes tours
- Élections cantonales de 2001 : données manquantes.
- Élections cantonales de 2008 : 51,17 % pour Michaël Christophe (UMP), 48,83 % pour Michel Pouzol (PS), 49,28 % de participation[44].

Élections municipales, résultats des deuxièmes tours
- Élections municipales de 2001 : données manquantes.
- Élections municipales de 2008 : 359 voix pour Éric Doumayrou (?), 358 voix pour Pierre Ortin-Serrano (?), 69,85 % de participation[45].

Référendums
- Référendum de 2000 relatif au quinquennat présidentiel : 75,00 % pour le Oui, 25,00 % pour le Non, 37,42 % de participation[46].
- Référendum de 2005 relatif au traité établissant une Constitution pour l'Europe : 52,19 % pour le Oui, 47,81 % pour le Non, 78,72 % de participation[47].

## Population et société

### Démographie

#### Évolution démographique
L'évolution du nombre d'habitants est connue à travers les recensements de la population effectués dans la commune depuis 1793. Pour les communes de moins de 10 000 habitants, une enquête de recensement portant sur toute la population est réalisée tous les cinq ans, les populations de référence des années intermédiaires étant quant à elles estimées par interpolation ou extrapolation. Pour la commune, le premier recensement exhaustif entrant dans le cadre du nouveau dispositif a été réalisé en 2007.

En 2022, la commune comptait 1 560 habitants, en évolution de +7,29 % par rapport à 2016 (Essonne : +2,89 %, France hors Mayotte : +2,11 %).
| 1793 | 1800 | 1806 | 1821 | 1831 | 1836 | 1841 | 1846 | 1851 |
| ---- | ---- | ---- | ---- | ---- | ---- | ---- | ---- | ---- |
| 349  | 328  | 307  | 312  | 322  | 312  | 312  | 330  | 338  |

| 1856 | 1861 | 1866 | 1872 | 1876 | 1881 | 1886 | 1891 | 1896 |
| ---- | ---- | ---- | ---- | ---- | ---- | ---- | ---- | ---- |
| 347  | 381  | 328  | 355  | 355  | 355  | 344  | 357  | 358  |

| 1901 | 1906 | 1911 | 1921 | 1926 | 1931 | 1936 | 1946 | 1954 |
| ---- | ---- | ---- | ---- | ---- | ---- | ---- | ---- | ---- |
| 387  | 374  | 329  | 327  | 342  | 324  | 315  | 458  | 523  |

| 1962 | 1968 | 1975 | 1982 | 1990 | 1999  | 2006  | 2007  | 2012  |
| ---- | ---- | ---- | ---- | ---- | ----- | ----- | ----- | ----- |
| 512  | 614  | 701  | 803  | 966  | 1 187 | 1 281 | 1 294 | 1 411 |

| 2017  | 2022  | - | - | - | - | - | - | - |
| ----- | ----- | - | - | - | - | - | - | - |
| 1 463 | 1 560 | - | - | - | - | - | - | - |

#### Pyramide des âges
En 2018, le taux de personnes d'un âge inférieur à 30 ans s'élève à 35,6 %, soit en dessous de la moyenne départementale (39,9 %). À l'inverse, le taux de personnes d'âge supérieur à 60 ans est de 23,4 % la même année, alors qu'il est de 20,1 % au niveau départemental.
En 2018, la commune comptait 741 hommes pour 735 femmes, soit un taux de 50,20 % d'hommes, légèrement supérieur au taux départemental (48,98 %).
Les pyramides des âges de la commune et du département s'établissent comme suit.
| Hommes | Classe d’âge | Femmes |
| ------ | ------------ | ------ |
| 0,7    | 90 ou +      | 3,8    |
| 5,5    | 75-89 ans    | 8,4    |
| 15,4   | 60-74 ans    | 13,3   |
| 21,0   | 45-59 ans    | 20,1   |
| 19,7   | 30-44 ans    | 20,9   |
| 15,9   | 15-29 ans    | 14,5   |
| 21,8   | 0-14 ans     | 19,0   |

| Hommes | Classe d’âge | Femmes |
| ------ | ------------ | ------ |
| 0,5    | 90 ou +      | 1,4    |
| 5,4    | 75-89 ans    | 7,2    |
| 12,9   | 60-74 ans    | 13,9   |
| 20     | 45-59 ans    | 19,4   |
| 19,9   | 30-44 ans    | 20,1   |
| 20     | 15-29 ans    | 18,2   |
| 21,3   | 0-14 ans     | 19,8   |

### Enseignement
Les élèves de Leudeville sont rattachés à l'académie de Versailles. La commune dispose de l'école maternelle du Chant-du-Coq et de l'école élémentaire du Tilleul.

### Santé
Une maison de retraite a été inaugurée à Leudeville en 2014.

### Lieux de culte
La paroisse catholique de Leudeville est rattachée au secteur pastoral de Brétigny et au diocèse d'Évry-Corbeil-Essonnes. Elle dispose de l'église Saint-Martin.

### Médias
L'hebdomadaire Le Républicain relate les informations locales. La commune est en outre dans le bassin d'émission des chaînes de télévision France 3 Paris Île-de-France Centre, IDF1 et Téléssonne intégré à Télif.

## Économie

### Emplois, revenus et niveau de vie
En 2006, le revenu fiscal médian par ménage était de 23 506 €, ce qui plaçait la commune au 779e rang parmi les 30 687 communes de plus de cinquante ménages que compte le pays et au soixante-sixième rang départemental.
| Répartition des emplois par catégories socioprofessionnelles en 2006. |              |                                           |                                                   |                            |                          |                           |
|                                                                       | Agriculteurs | Artisans, commerçants, chefs d’entreprise | Cadres et professions intellectuelles supérieures | Professions intermédiaires | Employés                 | Ouvriers                  |
| Leudeville                                                            | -            | -                                         | -                                                 | -                          | -                        | -                         |
| Zone d’emploi d’Évry                                                  | 0,3 %        | 4,0 %                                     | 20,2 %                                            | 29,6 %                     | 28,2 %                   | 17,7 %                    |
| Moyenne nationale                                                     | 2,2 %        | 6,0 %                                     | 15,4 %                                            | 24,6 %                     | 28,7 %                   | 23,2 %                    |
| Répartition des emplois par secteurs d’activités en 2006.             |              |                                           |                                                   |                            |                          |                           |
|                                                                       | Agriculture  | Industrie                                 | Construction                                      | Commerce                   | Services aux entreprises | Services aux particuliers |
| Leudeville                                                            | -            | -                                         | -                                                 | -                          | -                        | -                         |
| Zone d’emploi d’Évry                                                  | 0,9 %        | 13,5 %                                    | 5,4 %                                             | 14,6 %                     | 16,2 %                   | 6,9 %                     |
| Moyenne nationale                                                     | 3,5 %        | 15,2 %                                    | 6,4 %                                             | 13,3 %                     | 13,3 %                   | 7,6 %                     |
| Sources : Insee,                                                      |              |                                           |                                                   |                            |                          |                           |

## Culture locale et patrimoine

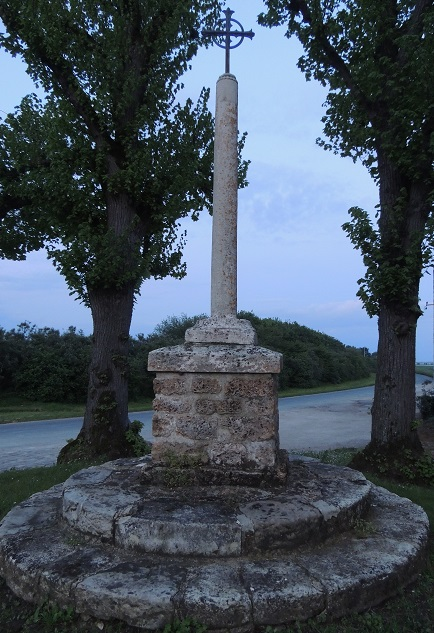
La Croix Boissée.

### Lieux et monuments
- La colonne de la Croix Boissée du XIIIe siècle a été inscrite aux monuments historiques le 5 janvier 1950[59].

### Patrimoine environnemental
Les bosquets boisés répartis sur le territoire ont été recensés au titre des espaces naturels sensibles par le conseil général de l'Essonne.

### Patrimoine culturel
Une partie du roman Collector d'Olivier Bonnard (Actes Sud, 2016) se déroule à Leudeville, où le personnage principal a passé son enfance.

### Personnalités liées à la commune
- Arthur Emmanuel Joseph, comte Espivent de La Villesboisnet (1872-1939), homme politique, y est né.

### Héraldique
| Blason de Leudeville | Blason  | Écartelé en sautoir : au premier et au quatrième palés d'argent et d'azur, au deuxième d'azur à l'écureuil contourné d'argent, au troisième d'argent aux quatre burelles alésées d'azur. |
| Blason de Leudeville | Détails | |